# ایسیان‌گولوو
ایسیان‌گولوو (انگلیسی: Isyangulovo) یک شهرک در شهرستان زیانچورینسکی استان باشقیرستان کشور روسیه است.